# Colton Haynes
Colton Lee Haynes (Andale, Kansas, 1988. július 13. –) amerikai modell, színész.

## Fiatalkora és családja
Egy andale-i farmon nőtt fel Kansas államban, de lakott Arkansasban, Új-Mexikóban, Texasban és Floridában is. Öt testvére van, két idősebb bátyja (Clinton és Joshua, aki meleg párkapcsolatban él), és egy nővére (Willow).
Középiskolai tanulmányait előbb a floridai Navarre High Schoolban kezdte, majd a kansasi Andale High Schoolba járt. Végül a texasi Schertz Samuel Clemens High School nevű tanintézményében érettségizett le.

## Pályafutása
Tizenöt évesen modellként kezdte karrierjét New Yorkban. Bruce Weber fotósorozatával indul be pályafutása az Abercrombie & Fitch-nél. Később olyan népszerű márkáknak dolgozott, mint Kira Plastinina, J.C. Penney vagy Ralph Lauren. 2008-ban feltűnt a Verizon reklámkampányában, valamint a Teen Vogue és az Arena magazinokban is.
Los Angelesbe költözése után indult be filmes karrierje, olyan televíziós sorozatokban kapott szerepet, mint a CSI: Miami, Pushing Daisies / Halottnak a csók, Melrose Place, The Hills, Look vagy a Privileged. Sorozatmellékszerepek után Colton szerepet kapott a Hal lmark Channel Forever & Always című filmjében ahol Scott Hollandot játssza, majd egy fiatal srácot alakított egy kávézóban a 2007-es Transformers-ben.  Edward Cullen szerepének meghallgatására is elment, de nem kapta meg a szerepet.
2010-ben megkapta az ABC sorozatában a The Gates (Titkok otthona) Brett Crezski szerepét, de a sorozat csak 13 részt élhetett meg. 2011-ben szerepet kapott az MTV saját gyártású sorozatában, a Teen Wolf-ban (Farkasbőrben), melynek alapja az 1985-ös azonos című film, aminek a főszereplője Michael J. Fox volt. 2012-ben otthagyta a Teen Wolf-ot és két évad után és csatlakozott a The CW új sikersorozatához az Arrow-hoz (A zöld íjász), melyben Roy Harper-t / Arsenal-t alakította olyan sikeresen, hogy a második évadban már állandó szereplővé lépett elő, de 2015-től már csak fel-fel tűnik Roy Harperként. 2014-ben a Diesel ruházati cég őszi kampányának reklámarca lett. 2015-ben a Joby-t alakította a San Andreas / Törésvonal című filmben, olyan sztárok mellett mint Dwayne Johnson, Carla Gugino, Alexandra Daddario. 2016-ban The Grinder című sorozatban alakítja Rob Lowe fiát, Luke-ot.

## Magánélete
2016 májusában, az Entertainment Weekly magazinnak adott interjújában beszélt először nyilvánosan arról, hogy meleg.
Jó barátságot ápol a Titkok otthona című sorozatban szintén szereplő Skyler Samuels-szel, valamint a Kőgazdagok forgatásán megismert Lucy Hale színésznővel.

## Filmográfia

### Film
| Év   | Magyar cím      | Eredeti cím                         | Szerep                  | Magyar hang   |
| ---- | --------------- | ----------------------------------- | ----------------------- | ------------- |
| 2007 | Transformers    | Transformers                        | fiú a kávézóban         |               |
| 2011 |                 | Yearbook                            | Carl Mccormick          |               |
| 2011 |                 | Charlie Brown – Blockhead’s Revenge | Linus van Pelt          |               |
| 2015 | Törésvonal      | San Andreas                         | Joby O’Leary            | Renácz Zoltán |
| 2017 |                 | Grannie                             | Oliver "Daddy" Warbucks |               |
| 2017 | Csajok hajnalig | Rough Night                         | Az igazi Scotty         | Czető Roland  |
| 2018 | Testépítők      | Bigger                              | Jack Lalanne            | Czető Ádám    |
| 2019 |                 | Triumph                             | Jeff                    |               |
| 2023 |                 | Teen Wolf: The Movie                | Jackson Whittemore      |               |

### Televízió
| Év        | Magyar cím                       | Eredeti cím                  | Szerep                | Megjegyzések                                                                        |
| --------- | -------------------------------- | ---------------------------- | --------------------- | ----------------------------------------------------------------------------------- |
| 2007      | CSI: Miami helyszínelők          | CSI: Miami                   | Brandon Fox           | 1 epizód                                                                            |
| 2008      | Kőgazdagok                       | Privileged                   | Alexander             | 1 epizód                                                                            |
| 2008      | Halottnak a csók                 | Pushing Daisies              | Ares Kostopolous      | 1 epizód                                                                            |
| 2009      | Egymásra találva                 | Always and Forever           | Scott Holland         | tévéfilm                                                                            |
| 2009      | Melrose Place                    | Melrose Place                | Jessie Roberts        | 1 epizód                                                                            |
| 2010      | Titkok otthona                   | The Gates                    | Brett Crezski         | főszereplő                                                                          |
| 2010      | Kukkolók                         | Look: The Series             | Shane                 | főszereplő                                                                          |
| 2011      |                                  | The Nine Lives of Chloe King | Kai                   | 1 epizód                                                                            |
| 2011–2017 | Teen Wolf – Farkasbőrben         | Teen Wolf                    | Jackson Whittemore    | - főszereplő (1-2. évad) - vendégszereplő (6. évad) - magyar hangja: - Moser Károly |
| 2013–2020 | A zöld íjász                     | Arrow                        | Roy Harper / Arsenal  | - 80 epizód - magyar hangja: - Pálmai Szabolcs                                      |
| 2013      |                                  | Arrow – Blood Rush           | Roy Harper / Arsenal  | minisorozat (6 epizód)                                                              |
| 2013      |                                  | Superhero Fight Club         | Arsenal               | rövidfilm                                                                           |
| 2016      | Jogászok ásza                    | The Grinder                  | Luke Grinder          | - 2 epizód - magyar hangja:[forrás?] - Molnár Levente                               |
| 2016      | Scream Queens – Gyilkos történet | Scream Queens                | Tyler                 | 2 epizód                                                                            |
| 2017      | Amerikai Horror Story: Szekta    | American Horror Story: Cult  | Jack Samuels nyomozó  | visszatérő szerep (6 epizód)                                                        |
| 2022      |                                  | Dollface                     | Lucas                 | 1 epizód                                                                            |
| 2022      |                                  | Swindler Seduction           | Steve / Mitch Johnson | tévéfilm                                                                            |

### Videóklipek
| Év   | Előadó              | Cím              | Szerep               |
| ---- | ------------------- | ---------------- | -------------------- |
| 2007 | My Chemical Romance | I Don't Love You | szerető              |
| 2012 | Leona Lewis         | Trouble          | romantikus kiszemelt |
| 2013 | Victoria Justice    | Gold             | romantikus kiszemelt |
| 2014 | Honey, I'm Good.    | Andy Grammer     | vendégsztár          |
| 2021 | Lil Nas X           | Industry Baby    | biztonsági főnök     |
| 2023 | Tyler Childers      | In Your Love     | Jasper               |